# Vicenta del Buen Pastor Fernández Montesinos
Vicenta del Buen Pastor Fernández Montesinos   (Hellín, 26 d'abril de 1817 - Hellín, 13 de febrer de 1876) va ser una religiosa clarissa, organista i compositora espanyola.
Va néixer a Hellín el 26 d'abril de 1817. Va esdevenir novícia al monestir de Santa Clara d'Hellín el 5 de setembre de 1826, on va prendre hàbit el 1829 i va professar el 1833. Va ser molt aficionada a la música i va aprendre les primeres lliçons de la mestra de novícies i alhora organista del convent. Més tard va ser deixebla de Robustiano Hernández en harmonia. Després va continuar com a autodidacta i va arribar a ser organista i directora musical del convent. Va ser una compositora hàbil, i segons Saldoni va comprendre algunes misses. Va ser abadessa del convent catorze anys en dos períodes diferents: de 1858 a 1863 i de 1867 a 1876, passant alguns moments difícils per a la comunitat que va aconseguir superar. Va morir el 13 de febrer de 1876. Segons Gregorio García, no es conserva documentació de l'època en què Fernández va estar al capdavant de la secció de música i del cor a l'arxiu del convent, i ho atribueix a la manca de cura, el pas del temps, el trasllat de la comunitat o possibles incendis o a les guerres.